# Чорноморець Семен Костянтинович
Семен Костянтинович Чорноморець (1909, село Карнаухівка Катеринославської губернії, тепер селище Кам'янського району Дніпропетровської області — ?) — радянський діяч, педагог, директор Дрогобицького механічного технікуму, 1-й секретар Дублянського районного комітету КП(б)У Дрогобицької області.

## Життєпис
Народився в селянській родині. З 1926 року працював робітником на металургійному заводі імені Петровського в місті Дніпропетровську.
У 1929—1933 роках — слухач робітничого факультету, студент фізико-математичного факультету Дніпропетровського державного педагогічного інституту (закінчив перший курс).
У 1933—1940 роках — вчитель фізики та математики, директор школи, завідувач районного відділу народної освіти в Дніпропетровській області.
У 1938 році закінчив заочно Запорізький учительський інститут.
Член ВКП(б) з 1940 року.
У 1940—1941 роках — завідувач районного відділу народної освіти в Дрогобицькій області.
Під час німецько-радянської війни перебував з 1941 до 1944 року в евакуації, працював на педагогічній роботі в Орджонікідзевському (Ставропольському) краї та в Ісмаїллінському районі Азербайджанської РСР. У лютому 1943 року викликався на пункт призову РСЧА, але не був мобілізованим у зв'язку із педагогічною діяльністю.
У вересні 1944 — березні 1946 року — 2-й секретар Нижньо-Устрицького районного комітету КП(б)У Дрогобицької області.
У березні 1946 — грудні 1948 року — 1-й секретар Дублянського районного комітету КП(б)У Дрогобицької області.
У 1948 — січні 1950 року — директор Бориславського педагогічного училища Дрогобицької області.
У січні 1950 — 1954 року — завідувач відділу культурно-освітніх установ виконавчого комітету Дрогобицької обласної ради депутатів трудящих.
У 1954—1958 роках — начальник обласного управління культури виконавчого комітету Дрогобицької обласної ради депутатів трудящих.
З 1958 до середини 1960-х років — директор Дрогобицького механічного технікуму.
Подальша доля невідома. 

## Нагороди
- орден Трудового Червоного Прапора (23.01.1948)
- медалі